# Pinta (malaltia)
La pinta (també conegut, localment, com azul, carate, empeines, lota, mal de Pinto i tina) és una malaltia de la pell humana endèmica de Mèxic, Amèrica Central i Amèrica del Sud causada per la infecció amb una espiroqueta, el Treponema carateum pallidum, que és morfològicament i serològica indistingible de l'organisme que causa la sífilis.

## Presentació
La pinta, és la menys greu de les infeccions per treponemes, ja que es limita a la pell. Es creu que es transmet per contacte de pell a pell (similar al bejel i el pian), i després d'un període d'incubació de dos a tres setmanes, produeix una pàpula elevada, que s'engrandeix i es converteix en hiperqueratòtica (engruixida i escatosa). Les lesions solen estar presents en la superfície exposada dels braços i les cames. Es poden afectar els ganglis limfàtics locals. De 3 a 9 mesos més tard, apareixen en tot el cos més lesions engruixides i planes (píntides). Aquestes generalment es resolen, però una proporció de persones amb el mal de Pinto desenvoluparan una fase tardana de la malaltia, caracteritzada per canvis pigmentaris generalitzats amb una barreja d'hiperpigmentació, despigmentació i, fins i tot, atròfia de la pell.

## Diagnòstic
El diagnòstic sol ser clínic, però igual que amb el pian i el bejel, les proves serològiques per la sífilis, com RPR i TPHA, seran positives, i es poden veure les espiroquetes en una microscòpia de camp fosc de les mostres preses de les primers pàpules.

## Tractament
La malaltia pot ser tractada amb penicil·lina, tetraciclina (que no s'ha d'usar en dones embarassades), azitromicina o cloramfenicol, i es pot prevenir mitjançant la localització de contactes amb professionals de la pública salut. Una sola injecció intramuscular de penicil·lina d'acció perllongada és eficaç contra les treponematosis endèmiques, incloent mal de pinto, pian i bejel.